# Phaonia subfuscinervis
Phaonia subfuscinervis este o specie de muște din genul Phaonia, familia Muscidae. A fost descrisă pentru prima dată de Zetterstedt în anul 1838. Conform Catalogue of Life specia Phaonia subfuscinervis nu are subspecii cunoscute.